# Nikolaï Joukov
Pour les articles homonymes, voir Joukov (homonymie).
Nikolaï Nikolaïevitch Joukov (russe : Николай Николаевич Жу́ков), né le 19 novembre 1908 et mort le 24 septembre 1973 à Moscou, est un peintre, graphiste, illustrateur et affichiste soviétique, décoré deux fois comme artiste populaire de l'URSS (ru) (en 1955 et 1963) et lauréat à deux reprises du prix Staline (en 1943 et 1951). Il devient membre du PCUS en 1945.

## Biographie

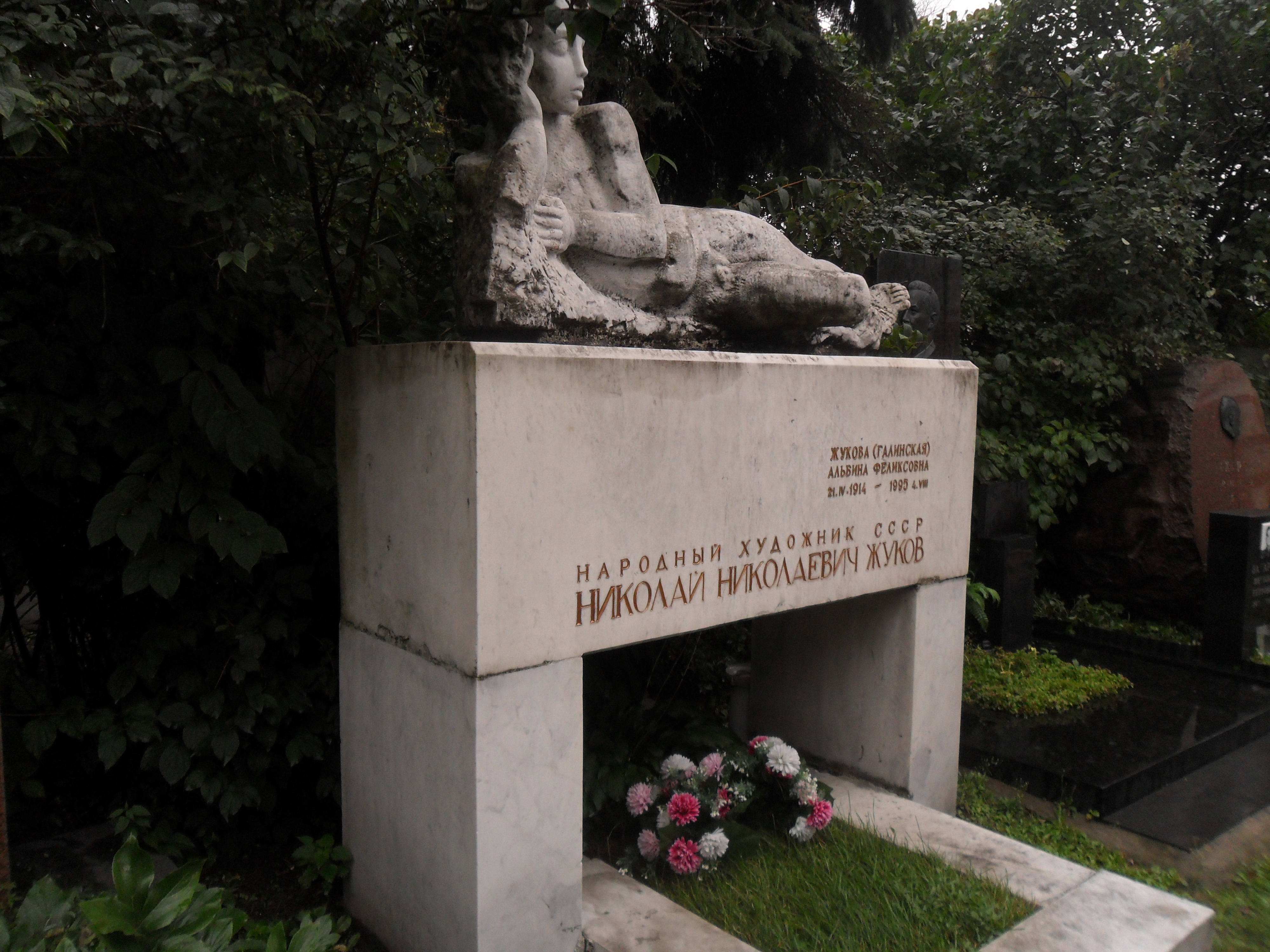
Tombe de Nikolaï Joukov au cimetière de Novodevitchi.

Nikolaï Joukov nait le 19 novembre 1908 à Moscou. Il passe son enfance et sa jeunesse dans la région d'Elets. Il reçoit sa première formation artistique au lycée technique d'arts et d'industrie de Nijni Novgorod. Entre 1928 et 1930, il étudie à l'école d'art A. P. Bogolioubov à Saratov. Ses premières activités artistiques remontent à 1932, période pendant laquelle il se consacre à l'illustration de livres (comme Mémoires de Marx et Engels) et à la création d'affiches.
Pendant la Grande Guerre patriotique, Joukov sert en tant qu'artilleur, puis travaille à la rédaction du journal de l'armée sur le Front de Kalinine tout en étant correspondant de guerre pour la Pravda. Il crée des affiches pour le front, comme Отстоим Москву! (en collaboration avec Nikolaï Klimachine (ru)), Выстоять!, Бей насмерть! et Они не пройдут!. Certains de ses dessins sont publiés dans la Pravda.
À partir de 1943 et jusqu'à la fin de sa vie, Nikolaï Joukov devient le directeur artistique de l'Atelier de peintres de guerre M. B. Grekov.
Après la guerre, la Pravda envoie Joukov en tant que son correspondant au procès de Nuremberg, où il réalise plus de 400 dessins et fait connaissance avec Boris Polevoï, dont il illustre plus tard le livre Un homme véritable (entre 1946 et 1950).
En 1949, il devient membre correspondant de l'Académie des peintres de l'URSS.
En 1968 et 1973, il voyage en Italie, où il travaille sur une série de portraits de membres italiens de la Résistance.
Il meurt en 1973, à Moscou.

## Œuvre
Une partie significative de l’œuvre de Joukov est dédiée à la vie et aux actions de Lénine et de Staline, et à la Grande Guerre patriotique. Il est l'auteur de dizaines d'affiches, dont un grand nombre ont reçu des prix en URSS et au cours d'expositions internationales d'affiches.

## Mémoire
Un musée au nom de Nikolaï Joukov a été ouvert à Elets en 1992.

## Récompenses et distinctions
Joukov se voit décerner le Prix Staline en 1943 pour sa série de dessins de l'Armée rouge et les illustrations de l'album Marx et Engels, et en 1951 pour l'illustration de Un homme véritable de Boris Polevoï.
Il est également nommé artiste populaire de la RSFSR en 1955 et artiste populaire de l'URSS en 1963.
Il est décoré de l'ordre du Drapeau rouge du Travail en 1962, et de l'ordre de Lénine en 1967 ; il est également décoré de l'ordre de l’Étoile rouge.